# Aeroporto di Busselton-Margaret River
L'aeroporto di Busselton-Margaret River (IATA: BQB, ICAO: YBLN), precedentemente noto come aeroporto regionale di Busselton e alternativamente come aeroporto regionale di Busselton-Margaret River, si trova nel sobborgo di Yalyalup, a 6,5 km dal centro di Busselton. Busselton è un importante centro regionale nel sud-ovest dell'Australia occidentale, a circa 220 km a sud di Perth e ai margini della regione vinicola del fiume Margaret.

## Storia
L'aeroporto è stato inaugurato il 15 marzo 1997 e ha sostituito l'aerodromo di Busselton, fondato nel 1940 e ampiamente utilizzato durante la Seconda Guerra Mondiale. Dal 1997 al 2001 è stato attivo un servizio aereo largamente sovvenzionato dal governo dall'aeroporto di Perth a Busselton gestito da Skywest Airlines (ora Virgin Australia Regional Airlines), Maroomba Airlines e Skippers Aviation. Nel 2007, la società mineraria Rio Tinto ha lanciato il suo primo volo dall'aeroporto per i lavoratori fly-in fly-out delle sue miniere. Skywest Airlines e Virgin Australia Regional Airlines hanno gestito un servizio da Perth all'aeroporto di Albany via Busselton da luglio 2011 a dicembre 2014, prima di ridurlo a una rotta Perth-Busselton e cancellarlo del tutto nell'aprile 2015.
Tra il giugno e il dicembre 2014 sono stati apportati aggiornamenti al terminal. Nel giugno 2015 sono stati stanziati fondi per ulteriori aggiornamenti e per la riqualificazione dell'aeroporto. Come parte dell'accordo di finanziamento, "Margaret River" è stato ufficialmente aggiunto al titolo dell'aeroporto nell'ottobre 2015. Nel 2017, l'aeroporto ha iniziato la riqualificazione da 69,7 milioni di dollari che comprendeva:
- l'allungamento, l'allargamento e il rafforzamento della pista esistente per agevolare gli aeromobili di categoria Codice E;
- un nuovo piazzale per il parcheggio degli aeromobili Codice E a 4 campate e vie di rullaggio di collegamento;
- un nuovo terminal passeggeri;
- una nuova area per l'aviazione generale;
- miglioramento dell'attuale piazzale Codice C;
- nuova illuminazione aeronautica a terra;
- nuove strutture di parcheggio;
- miglioramento della rete stradale interna;
- infrastrutture per sostenere lo sviluppo di opportunità commerciali e di trasporto merci.

Nell'ambito dello sviluppo, è stata proposta la costruzione di un nuovo edificio per il terminal di fronte al nuovo piazzale, per facilitare i futuri servizi interstatali e internazionali. All'inizio del 2018, il governo dell'Australia Occidentale ha sospeso la costruzione del nuovo edificio del terminal fino a quando una grande compagnia aerea commerciale non si fosse impegnata a offrire servizi interstatali che si dimostrassero redditizi. Nel giugno 2019, è stato riferito che Jetstar Airways era la compagnia più accreditata per iniziare una rotta Busselton-Melbourne entro sei-nove mesi. La rotta è stata confermata nel settembre 2019, con un servizio fortemente sovvenzionato che avrebbe dovuto iniziare nel marzo 2020. A seguito della conferma della rotta, il governo dell'Australia Occidentale ha annunciato che avrebbe speso altri 3,2 milioni di dollari per migliorare il terminal dell'aeroporto. La rotta è stata rinviata otto volte a causa della pandemia di coronavirus. I voli sono iniziati nell'ambito di una sperimentazione triennale della rotta il 6 aprile 2022, dopo la riapertura del confine con l'Australia Occidentale. Anche l'ammodernamento del terminal è stato rimandato a dopo il periodo di sperimentazione triennale.
Nell'aprile 2019 l'aeroporto è stato designato come aeroporto internazionale alternativo a Perth; in precedenza gli aeroporti più vicini con questa designazione erano Learmonth e Adelaide.
Nel 2023 sono stati rinnovati gli appelli a potenziare il terminal prima della conclusione del periodo di prova di tre anni, dopo il successo della nuova rotta e l'aumento dei voli minerari, con un numero di passeggeri annui che è passato da 25 000 a 95 000.

## Strutture
L'aeroporto di Busselton-Margaret River dispone di un'unica pista lunga 2.460 metri e larga 45 metri (03/21), classificata come codice E e in grado di gestire aerei delle dimensioni e del peso dell'Airbus A330.
Il Precision Approach Path Indicator (PAPI) è disponibile per entrambe le estremità e le luci di pista a bassa intensità possono essere attivate via radio (Pilot-controlled Lighting). Sono presenti due maniche a vento illuminate.
Gli avvicinamenti strumentali non di precisione includono avvicinamenti GNSS (GPS) per entrambe le piste e un unico avvicinamento NDB (ADF) per la pista 21.